# Subdivisões da Costa Rica
As subdivisões da Costa Rica consistem nas províncias de Guanacaste, Alajuela, Heredia, Cartago, San José, Limón e Puntarenas, que se subdividem em cantões, e estes, em distritos.
1. Alajuela (central; norte da capital San José)
2. Cartago
3. Guanacaste (noroeste)
4. Heredia
5. Limón (Costa do Caribe)
6. Puntarenas (sudeste)
7. San José (Área em torno da capital)

## Lista ordenada por superfície
| Posição | Província  | Superfície (km²) | %     | Densidade (hab./km²) |
| ------- | ---------- | ---------------- | ----- | -------------------- |
| 1       | Puntarenas | 11.266           | 22.1% | 31.7                 |
| 2       | Guanacaste | 10.141           | 19.8% | 26.1                 |
| 3       | Alajuela   | 9.754            | 19.1% | 73.4                 |
| 4       | Limón      | 9.189            | 18.0% | 36.9                 |
| 5       | San José   | 4.960            | 9.7%  | 271.3                |
| 6       | Cartago    | 3.125            | 6.1%  | 138.4                |
| 7       | Heredia    | 2.657            | 5.2%  | 133.5                |
|         | Costa Rica | 51.092           | 100%  | 74.6                 |

## Lista ordenada por população
| Posição | Província  | População | Superfície (km²) | Densidade (hab./km²) |
| ------- | ---------- | --------- | ---------------- | -------------------- |
| 1       | San José   | 1.345.750 | 4.960            | 271.3                |
| 2       | Cartago    | 432.395   | 3.125            | 138.4                |
| 3       | Heredia    | 354.732   | 2.657            | 133.5                |
| 4       | Alajuela   | 716.286   | 9.754            | 73.4                 |
| 5       | Limón      | 339.295   | 9.189            | 36.9                 |
| 6       | Puntarenas | 357.483   | 11.266           | 31.7                 |
| 7       | Guanacaste | 264.238   | 10.141           | 26.1                 |
|         | Costa Rica | 3.810.179 | 51.092           | 74.6                 |